# コマンダリア
コマンダリア（英語: Commandaria,Commanderia,Coumadarka、ギリシア語: κουμανδαρία,κουμανταρία、キプロス・ギリシア語: κουμανταρκά）とは、キプロス島のトロードス山麓の特定地域で生産されるデザートワインである。干したブドウから搾った果汁を発酵させて作るストローワインの一種であり、「世界最古の製造ワイン」としてギネスブックに登録されている。
このワインは一般的にキプロス島固有種のブドウであるジニステリ種とマヴロ種を天日干ししたものを原料として製造される。コマンダリアは通常酒精強化ワインとして生産されるため、アルコール度数は15%前後と比較的高くなっている。スペインのシェリーのような強い甘みが特徴であり、蜂蜜あるいはレーズンのような風味を持つ。
コマンダリアの起源は古く紀元前に遡るが、その名は製造するブドウ畑がリュジニャン家が統治していた時代において、中世ヨーロッパの宗教騎士団である聖ヨハネ騎士団が所有していた領地（コマンドリー）にあったことに由来している。コマンダリアの名称は原産地呼称保護（PDO）によって保護されており、キプロスの国内法によって生産地や生産方法などに厳しい制約が設けられている。

## 歴史
キプロス島におけるワインの歴史は古く、その起源は近年の考古学的な発見により繰り返し古い時代へと更新されているが、2005年にAFP通信が発表した情報によれば、少なくとも6000年前にはワイン造りが行われていた。

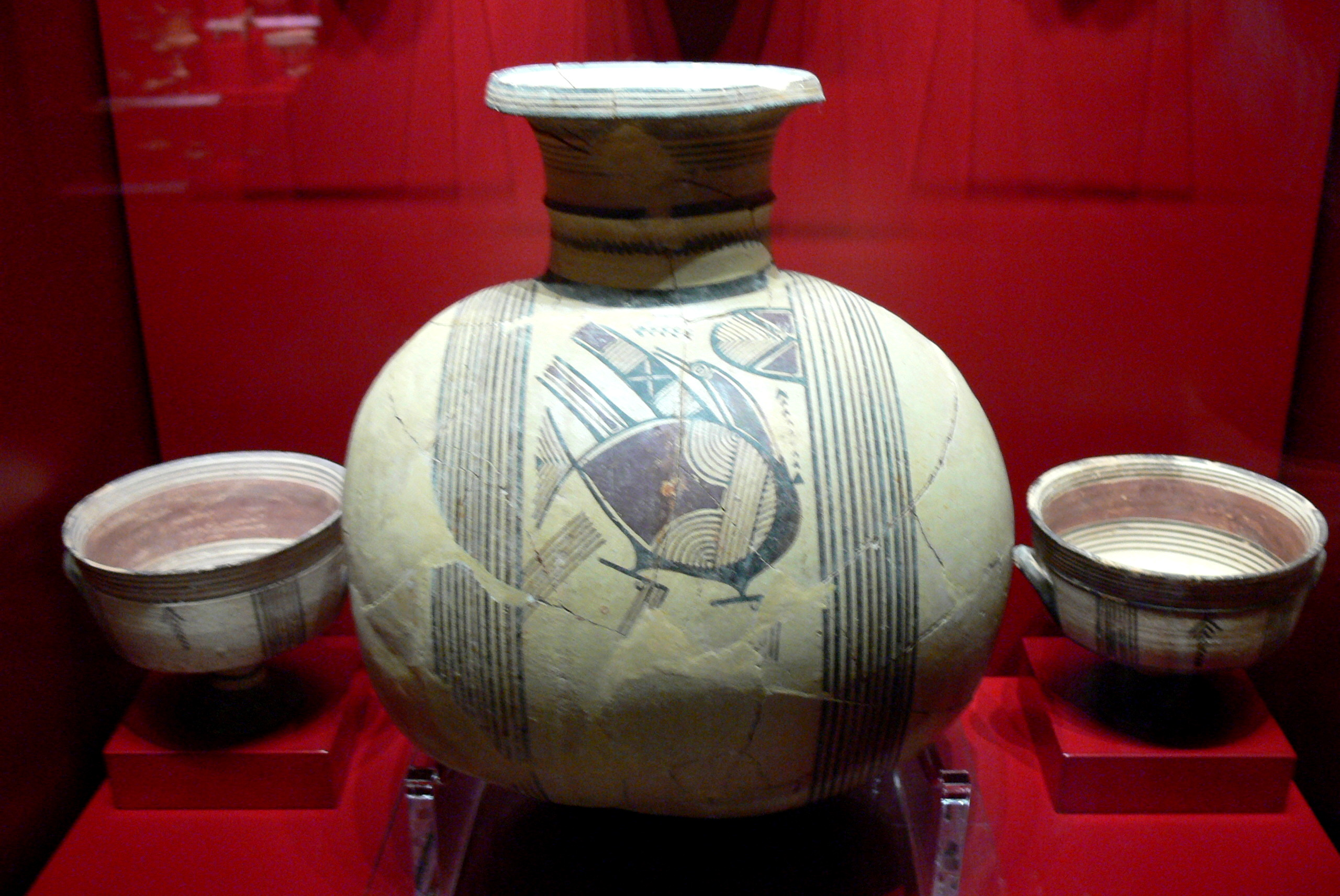
アルカイック期に使用されていたと見られるニコシアで出土したオイノコエ

現代行われているコマンダリアの伝統的な製法がいつごろ確立したのかについてはわかっておらず、古代ギリシアの詩人ヘーシオドスが「ブドウを太陽の下に10日10晩間置き、その後日陰に5日間に置き、瓶の中で8日間寝かせる」と残している記録などから、少なくとも紀元前800年ごろにはストローワインとしての製法が存在していたことが判明している。
この時代は「コマンダリア」という名が付く前であり、「キプロス・ナマ」（Cyprus Nama）として広く知られていた。「ナマ」とは古代ギリシア語で「流れる」（to flow）を意味しており、活力を与える清らかな湧き水を表現するのに用いられていたが、これが転じてキプロスのワインに対して用いられていた。このワインには治癒効果があると信じられており強壮剤として広く用いられた。
このワインに「コマンダリア」の名が付けられるのは12世紀に入ってからのことであった。1191年、イングランド王国の獅子心王リチャード1世とナバラ王国のベレンガリア・オブ・ナヴァールの結婚披露宴がリマソールで執り行われ、リチャード王はその際に口にしたこのワインを大変気に入ったようで、「王のワインであり、ワインの王である」と称したとされている。
その後、キプロス島はテンプル騎士団に売却され、テンプル騎士団はワインを生産していたコロッシの領地を除いてリチャード王に返還し、リチャード王からエルサレム王ギー・ド・リュジニャンに譲渡された。騎士団が保持した領地にはその本部があったことから「ラ・グランド・コマンドリー」（La Grande Commanderie）と呼ばれていた。このコマンドリーとは騎士団が所有する地所を指すが、「グランド」を付けることでパフォスとキレニアにあった別の小規模なコマンドリーと区別されていた。
以降、領地の支配がテンプル騎士団から聖ヨハネ騎士団へと移る頃には「コマンダリア」の名で知られるようになり、騎士団の影響力が強まるにつれてヴェネツィア経由でワインが大量に輸出されるようになると、生産地の名にちなんで「コマンダリア」と呼ばれるようになった。こうした経緯からコマンダリアは、伝統的な古来の製法を用いて現代においても生産されているワインの中で、世界最古のワインであると言われ、ギネスブックにも「世界最古の製造ワイン」として選定されている。

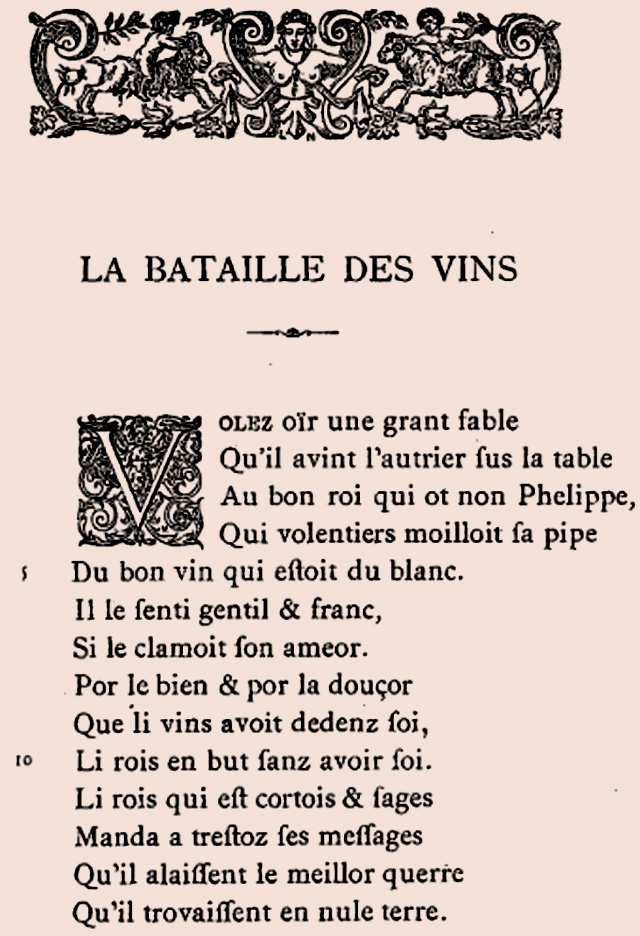
『ワインの戦い』表紙（1294年）

1224年にノルマンディーの詩人アンリ・ダンデリが執筆した詩篇『ワインの戦い』には、1223年にフランス王国の尊厳王フィリップ2世によって史上初となるワインの試飲大会が催され、集められた数多くのワインの中でキプロス産の甘口ワインが優勝したことが記録されており、このワインがコマンダリアだったのではないかと言い伝えられている。当地にはキプロス、スペイン、モーゼル、南フランス、アルザス、サンテミリオン、エペルネ、ボーヌなどの各地域より70本以上のワインが集められた。フィリップ2世は判定員として選任したイギリス人司祭に「その力強さ、優秀さにおいてフランス王が飲むにふさわしいワインはどれか」を決めさせた。詩篇では150行以上もの熟慮が重ねられ、「星のごとき輝きを持つ」としてキプロスのワインが選ばれた。そして詩は「あれほどのワインの名をどうして神はわれわれに与えられたのか」という司祭の称賛の言葉で締めくくられている。この詩篇が事実かどうかについては議論の余地があったものの、『ワインの戦い』を契機としてコマンダリアは広く知られるワインのひとつとなった。

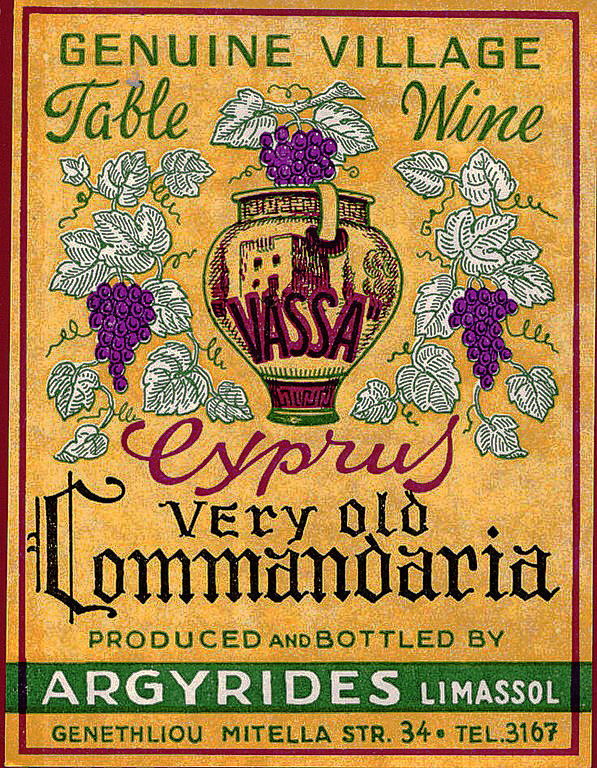
20世紀前半ごろのものと見られるコマンダリアのラベル

伝統的な製法で作るキプロスのワインは糖分とアルコールの含有量が極めて多く、遠方まで運んでも酸化しないという性質を持っていた。強い甘さを持ち、日持ちする性質から通常のワインよりも高級品と見なされており、14世紀のロンドンでは約400軒の酒場のうち、取り扱っていたのはわずか3軒だけであった。値段も常飲されていたクラレットの2倍ほどであったと記録されている。一方でイタリアの聖職者であるピエトロ・カッソーラは「キプロス島の何もかもが気に入ったが樹脂入りのワインだけは気に入らない」と酷評を残しており、イギリスのワイン評論家であるヒュー・ジョンソンは、輸出用の出来の良いワインと地元で消費するためのワインがあったのではないかと指摘している。
その後、1571年のオスマン帝国セリム2世のキプロス侵攻によってワインの輸出高は激減し、コマンダリアの生産は沈滞の時を迎えることとなり、この傾向は1878年にイギリスによる植民地統治の時代まで続いた。その後1960年に独立しキプロス共和国が誕生すると島の伝統的なワイン造りの保存と継承が推進され、コマンダリアを生産するための原産地呼称保護(PDO)が制定された。
なお、過去の資料においてCommandariaという綴りは異なる形で記録されている例が見られ、1863年にトーマス・ジョージ・ショーが上梓した『Wine, the vine, and the cellar』の中ではCommanderiと記述されており、サミュエル・ベイカーは1879年の『Cyprus, as I Saw it in 1879』の中でCommanderiaと記述している。また、サイラス・レディングが1833年に上梓した『A history and description of modern wines』ではCommanderyとしており、表記ゆれが起こっていたことがうかがえる。

## 製造

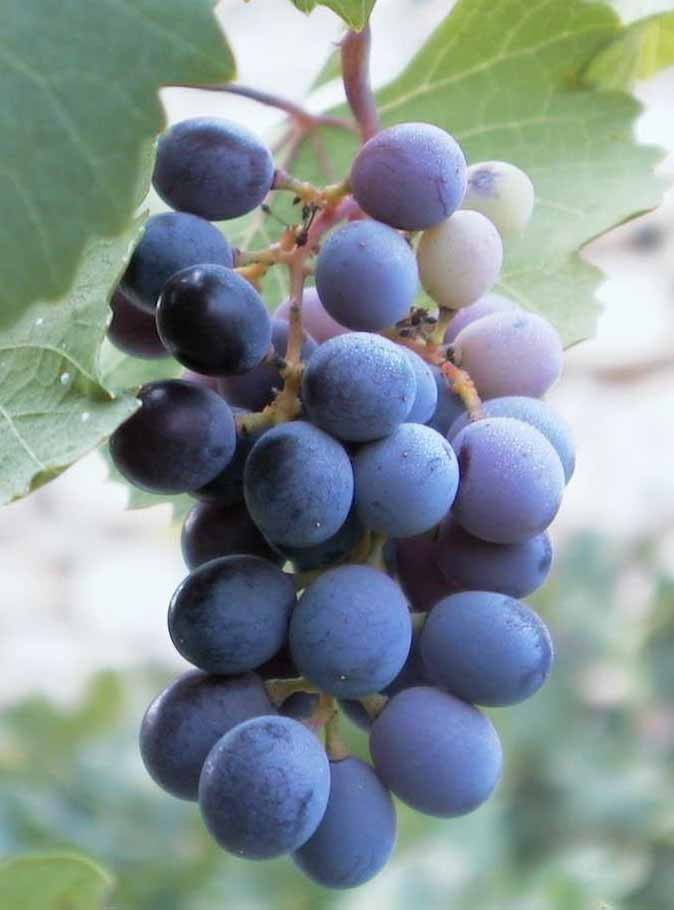
コマンダリアの原材料となるキプロス島固有種のブドウのマヴロ種

コマンダリアはキプロス島固有種のブドウであるジニステリ種とマヴロ種を原料にして製造される。ジニステリ種はキプロス島においてもっとも普及している白ブドウで、アルコール度数が比較的低いワインに用いられている品種である。マヴロ種は大粒の黒ブドウであり、これらの品種をブレンドすることでコマンダリアが作られる。また、ブランデーの一種であるジヴァニアも同じ品種のブドウを原料として製造されている。
熟成が進みジニステリ種でボーメ度がおよそ12Bh、マヴロ種で15～16Bhに達すると収穫され、天日干しが行われる。この工程を経ることによって水分が蒸発し、ブドウの糖度は19～23Bhとさらに高まる。そしてワイナリーに運ばれた後に破砕、圧搾が行われ、果汁が抽出されて発酵工程へと進む。キプロスの法律によりコマンダリアの熟成はオーク樽を用いて2年以上はおかなければならないと定められており、これに従い実行される。発酵の過程でアルコール濃度はおよそ10%から15%程度になる。原産地呼称保護(PDO)に適合するため、これらのプロセスは指定された14の村の地域内でのみ実施される。（後述）

コマンダリアの原材料となるキプロス島固有種のブドウのジニステリ種

発酵完了の段階でアルコール度数が15%に満たない場合はグレープスピリッツを用いて酒精強化が行われる場合がある。しかし、法的な制約により添加後のアルコール度数は20%を越えてはならず、潜在アルコール度数は少なくとも22.5%でなければならないため、この工程は必須ではない。
コマンダリアの製造過程で伝統的に行っている工程がそれぞれいつごろ確立したかについては定かではないが、前述のヘーシオドスや、吟遊詩人のホメーロスがブドウを天日干しにしてワインを製造する様子について言及している。また、古代ローマの大プリニウスによる『博物誌』のなかでこのワインづくりの各工程について言及が見られる。
その他、ヴェネツィア領キプロスの司祭であったエティエンヌ・ド・リュジニャンは1572年に、「ブドウは7月に熟していても9月までは摘み取らず、摘み取ったら家の平らな屋根の上に3日間にわたって干す」といったワイン造りの様子について描写しており、こうすることで顆粒中に残っている水分を吸収すると記している。イギリスの博物学者であるサミュエル・ベイカーが1879年に上梓した『Cyprus, as I Saw it in 1879』には、これらの工程を行う理由についても考察し、その必要性に言及している。
コマンダリアを生産するワイナリーとしては1927年に設立されたKEO、1844年に設立されたキプロス共和国最古のワイナリーであるETKO、1943年に設立され、2002年にLAIKOグループ傘下となったLOEL、1947年に設立されたSODAPなどが知られているが、その他小規模なワイナリーも指定の地域で伝統的な方法に則ってコマンダリアを生産している。
国際連合食糧農業機関(FAO)が公開しているデータによると、キプロス共和国のワイン生産量は1989年の93,600トンをピークに減少傾向にあり、2021年は8,900トンと最盛期の1/10程度に落ちている。直近の生産量の急激な落ち込みについて、地元の報道サイトであるCyprus Mailは、2019年から始まった新型コロナウイルスによる影響が非常に大きかったということを2022年の報道の中で指摘している。

## 原産地呼称保護

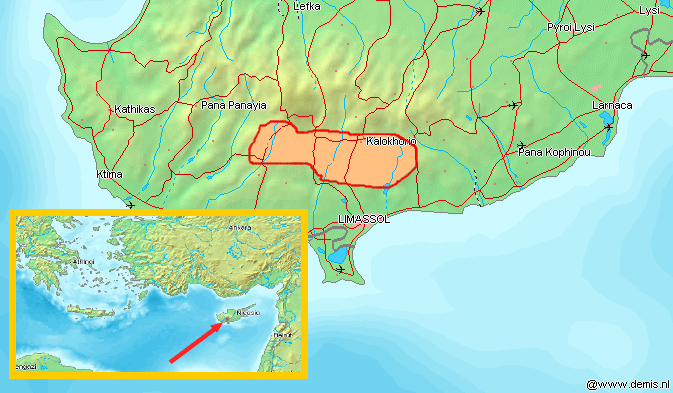
コマンダリアの生産が許可された「コマンダリア地区」

コマンダリアは欧州連合、アメリカ合衆国、カナダにおいて原産地呼称保護(PDO)を取得している。PDOではキプロス共和国が定めた条件と仕様を守ることが宣言されており、「コマンダリア」の名称を使用するために1990年3月2日に可決されたキプロスの国内法において製造、輸送、酒精強化、品質管理に関する条件と仕様が取り決められた。また、ブドウの栽培および原料とするブドウ種については指定の方法・品種でなければならず、原産地はリマソール地区内にあるトロードス山脈の南側斜面に位置する14の村とし、これらの地域のブドウ畑でのみ生産することを取り決めている。
| 項番 | 村名                         | 英語表記           | ギリシア語表記     | 位置                                                              |
| ---- | ---------------------------- | ------------------ | ------------------ | ----------------------------------------------------------------- |
| 1    | アイオス・イェオルイオス     | Agios Georgios     | Άγιος Γεώργιος     | 北緯34度48分54秒 東経32度53分55秒 / 北緯34.81500度 東経32.89861度 |
| 2    | アイオス・コンスタンティノス | Agios Konstantinos | Άγιος Κωνσταντίνος | 北緯34度52分2秒 東経33度3分58秒 / 北緯34.86722度 東経33.06611度   |
| 3    | アイオス・マーマス           | Agios Mamas        | Άγιος Μάμας        | 北緯34度51分1秒 東経32度56分53秒 / 北緯34.85028度 東経32.94806度  |
| 4    | アイオス・パウロス           | Agios Pavlos       | Άγιος Παύλος       | 北緯34度51分49秒 東経33度02分47秒 / 北緯34.86361度 東経33.04639度 |
| 5    | アプシオウ                   | Apsiou             | Αψιού              | 北緯34度47分51秒 東経33度1分1秒 / 北緯34.79750度 東経33.01694度   |
| 6    | イェラサ                     | Gerasa             | Γεράσα             | 北緯34度48分9秒 東経32度59分53秒 / 北緯34.80250度 東経32.99806度  |
| 7    | ドロス                       | Doros              | Δωρός              | 北緯34度48分57秒 東経32度54分42秒 / 北緯34.81583度 東経32.91167度 |
| 8    | ズーピージー                 | Zoopigi            | Ζωοπηγή            | 北緯34度51分47秒 東経33度0分54秒 / 北緯34.86306度 東経33.01500度  |
| 9    | カロ・チョリオ               | Kalo Chorio        | Καλό Χωριό         | 北緯34度51分0秒 東経33度01分55秒 / 北緯34.85000度 東経33.03194度  |
| 10   | カピリオ                     | Kapilio            | Καπηλιό            | 北緯34度49分57秒 東経32度57分30秒 / 北緯34.83250度 東経32.95833度 |
| 11   | ラニヤ                       | Laneia             | Λάνεια             | 北緯34度49分28秒 東経32度55分15秒 / 北緯34.82444度 東経32.92083度 |
| 12   | ローバラス                   | Louvaras           | Λουβαράς           | 北緯34度50分12秒 東経33度02分27秒 / 北緯34.83667度 東経33.04083度 |
| 13   | モナグリー                   | Monagri            | Μονάγρι            | 北緯34度48分33秒 東経32度54分38秒 / 北緯34.80917度 東経32.91056度 |
| 14   | シリクー                     | Silikou            | Σιλίκου            | 北緯34度49分56秒 東経32度53分20秒 / 北緯34.83222度 東経32.88889度 |

これらの地域を統括してコマンダリア地方と呼称しており、この地で少なくとも4年間生育したブドウのみが収穫を許可される。さらに、ブドウの栽培は針金や棒で固定しないゴブレット法を用いなければならず、灌漑は禁止されている。また、収穫時期は成熟度合いをもとにキプロスのブドウ製品委員会(The vine products commission of Cyprus)によって決定される。こうした取り決めは破棄される割合も高く不採算であることは生産者も認識しているが、独占的な権利を守るために昔ながらの生産を続けている。一方で国際的なブドウ品種やマラテフティコ種を使用して製造を試みるなど、コマンダリアの新たな可能性を模索するワイナリーも現れるようになっていることをボストン・グローブが2010年に伝えている。
コマンダリアはキプロス共和国において商工観光省推薦のワインとされており、「三百年間、十字軍によって西欧に輸出されてきた「騎士団のワイン」はヨーロッパ全土にひろく知られています。フランス王フィリップ二世による有名ワインのコンペにおいて、「コマンダリア」は"ワインの使徒"という称号を与えられました。「コマンダリア」はいまや「高貴」「洗練」「一流」と同義語です」というキャッチコピーのもと、キプロスを代表するワインとして強く推し出されている。